# NGC 7648
NGC 7648 = IC 1486 ist eine linsenförmige Galaxie vom Hubble-Typ SBbc im Sternbild Pegasus. Sie ist schätzungsweise 166 Millionen Lichtjahre von der Milchstraße entfernt.
Das Objekt wurde am 18. Oktober 1784 von Wilhelm Herschel entdeckt.